# Tarjetas y postales virtuales
Las postales virtuales o tarjetas electrónicas son análogas a las postales impresas, solo que en este caso se utilizan los medios digitales, normalmente Internet, para su envío y recepción. Las tarjetas virtuales son importantes desde un punto de vista ecológico pues reducen en gran medida el uso de papel u otros materiales tradicionales. Además, pueden enviarse a muchas personas simultáneamente, llegan casi de forma instantánea y suponen un costo mínimo de envío.

## Uso
Normalmente la persona que quiere enviar postales virtuales utiliza un ordenador para este propósito, ingresa a un sitio en la web y elige la tarjeta que más le guste. Suele haber disponibles distintos grupos de postales electrónicas según la temática: cumpleaños, amistad, fechas especiales, amor, etc. Antes de enviarla se introducen los datos de envío (como el correo electrónico del destinatario) y un mensaje personalizado si está permitido. Además, dependiendo el sitio, se puede cambiar el estilo y otras características de la postal virtual. El usuario debe elegir también el número de destinatarios, que pueden incluso llegar a los cien.

## Técnicas Usadas en las Invitaciones Virtuales
Antes de la llegada de flash, era muy usual enviar postales con applets de java en caso de que la postal fuera animada, o también se solían enviar imágenes estáticas o gifs animados. Aunque hoy día también se usan estas técnicas para desarrollar las postales, cada vez son más las tarjetas que se diseñan en flash, por la interactividad que ofrece y la gran cantidad de navegadores que tienen el reproductor flash instalado. Por todo ello, las postales en flash son muy comunes hoy día y hay muchos sitios especializados en el diseño de estas postales virtuales con variados temas y efectos de última generación para que satisfacer a los usuarios.

## Tarjetas Electrónicas en video
Gracias al video streaming cada vez se ven más portales de Postales Virtuales que usan el video para difundir el contenido de las postales, ya que se pueden usar técnicas como el 3D o introducir videos reales en las tarjetas electrónicas.

## Personalización
Gracias a los avances de las últimas versiones del Adobe Flash, es posible llegar a un punto de personalización nunca antes visto, ahora los usuarios pueden en algunos sitios, subir fotos y ponerlas en las caras u otras partes de la postal, dando así más protagonismo a los usuarios, típico de la Web 2.0.